# Numeraire
Numéraire – dobro za pomocą którego wyznacza się ceny innych dóbr. 
W praktyce cenie jednego dobra przypisujemy wartość=1, wtedy cena numeraire wyznacza cenę względna, która mierzy wartość pierwszego dobra.
Przykład:
Zosia kupiła chleb za 2,40 zł. W tym przypadku złoty jest dobrem numeraire. Można by było powiedzieć, że Zosia sprzedała 24/10 złotego za 1 chleb. W tym przypadku to chleb jest numeraire.
Warto zauważyć, że to czy sprzedajemy czy kupujemy zależy od tego co jest dobrem numeraire. 
Jeśli nabywamy numeraire to sprzedajemy inne dobro, jeśli pozbywamy się numeraire to kupujemy inne dobro. Nasze przyzwyczajenie do podawania wszystkiego w cenie pieniężnej wykształciło w nas praktykę podawania pieniądza jako numeraire.